# Stanislav Broj
Stanislav Broj (ur. 28 września 1901 w miejscowości Volduchy w powiecie Rokycany, zm. 23 maja 1950 w Pradze) – czeski rolnik i polityk agrarystyczny, po II wojnie światowej działacz Czechosłowackiej Partii Ludowej, jedna z ofiar stalinowskiego terroru.

## Życiorys
Przed II wojną światową działał w Partii Agrarnej (czes. Republikánská strana zemědělského a malorolnického lidu). Po 1945 na skutek jej rozwiązania przystąpił do Czechosłowackiej Partii Ludowej, z ramienia której był posłem do Zgromadzenia Narodowego (1946–1948). Był przeciwnikiem współpracy ČSL z komunistami. Na forum parlamentu wielokrotnie wypowiadał się m.in. przeciwko tzw. reformie rolnej. Po przejęciu pełni władzy przez stalinowców w lutym 1948 aresztowany i skazany na 5 lat więzienia, a następnie na karę śmierci. Wyrok wykonano w więzieniu Pankrác. 
W 1992 roku został pośmiertnie odznaczony Orderem Tomáša Garrigue Masaryka IV klasy. 